# Oxnard
Oxnard je město v okrese Ventura County v americkém státě Kalifornie. Je součástí aglomerace Los Angeles a leží na pobřežní rovině Oxnard Plain, řeka Santa Clara River ho odděluje od sousedního města Ventura. Město má rozlohu 101,5 km² a žije v něm přibližně 202 tisíc obyvatel. Zhruba tři čtvrtiny populace tvoří Hispánci.
Původními obyvateli byli Čumašové, pro Evropany oblast objevil roku 1542 Juan Rodriguez Cabrillo. V roce 1897 zde byl založen cukrovar a osada pro jeho zaměstnance, pojmenovaná podle majitele firmy Henryho Thomase Oxnarda. V roce 1903 získal Oxnard status města.
Oxnard je centrem zemědělské oblasti a má přezdívku „světové hlavní město jahod“. Pěstuje se také cukrová řepa, obilniny, fazol měsíční a citrusy. V oblasti Oxnard Oil Field se těží ropa. Město má přístav a letiště a je branou k souostroví Channel Islands. Hlavní turistickou atrakcí jsou Carnegieho výtvarná galerie a muzeum automobilových veteránů.
Pochází odsud rapper Anderson Paak, který podle města pojmenoval své album Oxnard.